# 荒井金助
荒井 金助（あらい きんすけ、1808年〈文化5年〉 - 1867年1月1日〈慶応2年11月26日〉）は江戸時代末期の役人。石狩役所調役を務め、地域の開拓と発展の礎を築いたが、自らは明治維新を見ることなく没した。

## 経歴
1808年（文化5年）、江戸に生まれる。生家は四川（鬼怒川・小貝川・利根川・江戸川）用水普請役を世襲する御家人で、父の龍蔵の跡を継承して御普請役となる。1845年（弘化2年）には小普請方当分仮役、のちに京都朝廷の用務役人となったが、上司との確執から左遷されて江戸に戻る。
1857年（安政4年）、堀利煕箱館奉行に取り立てられて箱館奉行支配並に任じられるが、江戸から箱館に着くなり石狩役所調役並を命じられる。荒井は石狩役所管内を巡視し、石炭や石油の産出地を発見した。また、漁場請負人を廃して自由出願制にすることで漁場を解放し、江差の商人を介していた産物の移出を直接江戸へと出荷できるように改めることで、地域の人口増加を導いた。
1858年（安政5年）、直場処詰合に役人を配置。また、発寒・星置・小樽・張碓などに、平時は農耕するが有事には武装する「在住」を入植させる。その一方で発寒・琴似・篠路・苗穂などを「種川」としてサケ漁を禁じ、資源保護にも力を注いだ。
1859年（安政6年）、調役に昇格。農民十数戸を募って「荒井村」を開き、後の篠路村の基礎を築いた。また、琴似で米作りに成功した早山清太郎の業績を高く評価し、早山を篠路開拓へと導いた。そのほか荒井は望来にも村を開いている。奉行の命を受け、樺太の久春内へ警備と漁場経営のために部下を派遣したこともあった。
しかし堀奉行が転任してからは後任の奉行と対立するようになり、1863年（文久3年）には箱館沖の口係（税関）に転任させられ、さらに1864年（文久4年）、室蘭詰めの調役を任じられる。1866年（慶応2年）4月、樺太全土探検を成した岡本文平が来訪。将軍後見職・一橋慶喜の執事宛に紹介状を書き、旅費として10両を渡している。
同年6月、奉行に呼び出されて箱館に赴いた荒井は、室蘭へ戻る直前に急な熱病を発症し、そのまま現地で静養するはめになる。11月24日、容態が急変。翌25日に身の回りの物を残したまま失踪し、大騒ぎとなった。その後10日ほど経ってから、五稜郭の堀で遺体が発見された。熱に浮かされ、寝巻き姿のままさ迷い歩いた末に堀に落ちたものと思われるが、真相は定かではない。

## 墓碑
荒井金助の墓は札幌市北区篠路の龍雲寺境内に早山清太郎の墓と並んで建てられており、同市中央区伏見の札幌伏見稲荷神社には碑がある。また石狩市弁天町の弁天歴史公園にあるレリーフ「先人たちの碑」には荒井の姿が描かれているが、肖像などは残っていない。

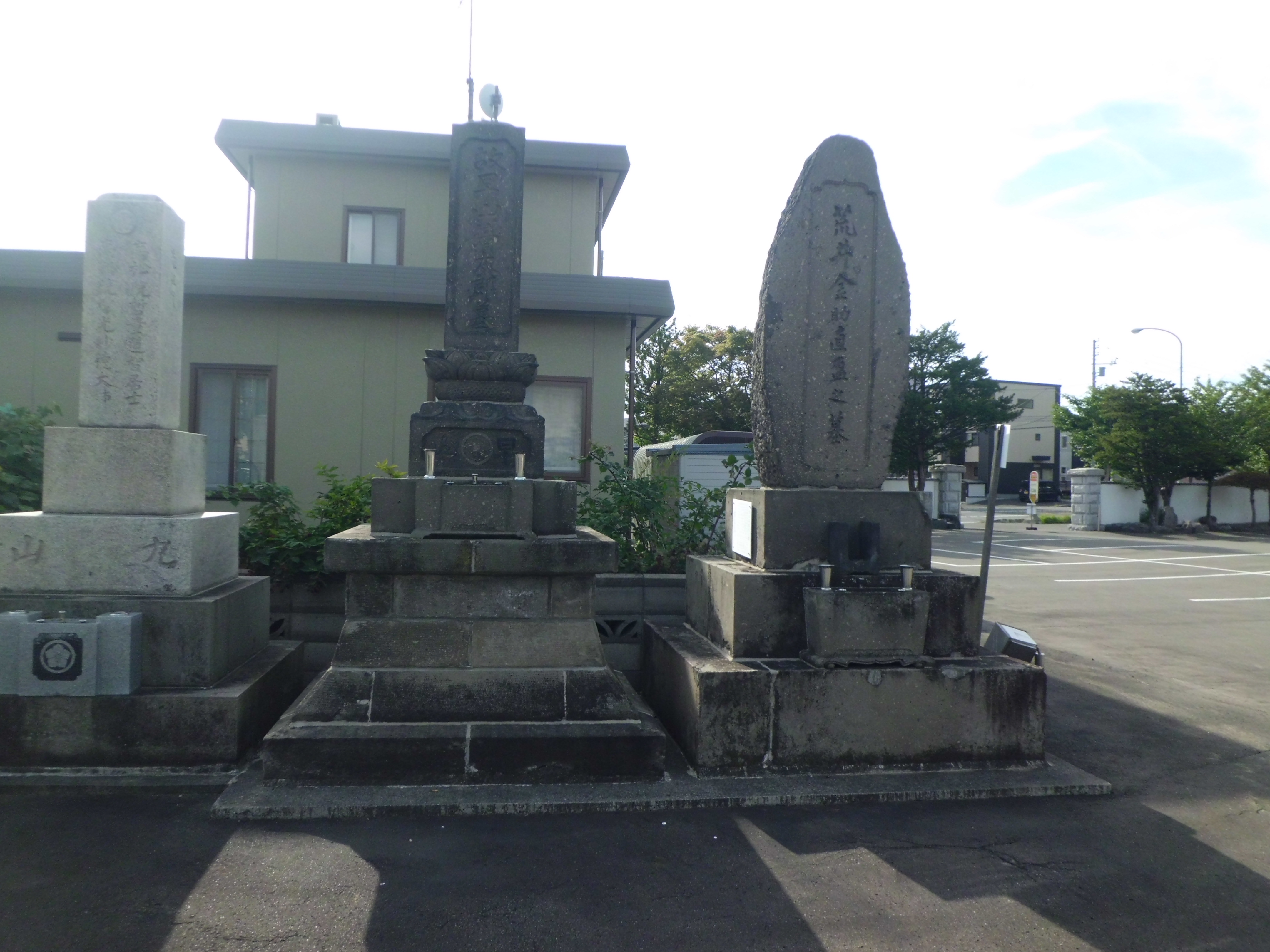
荒井金助の墓（右）
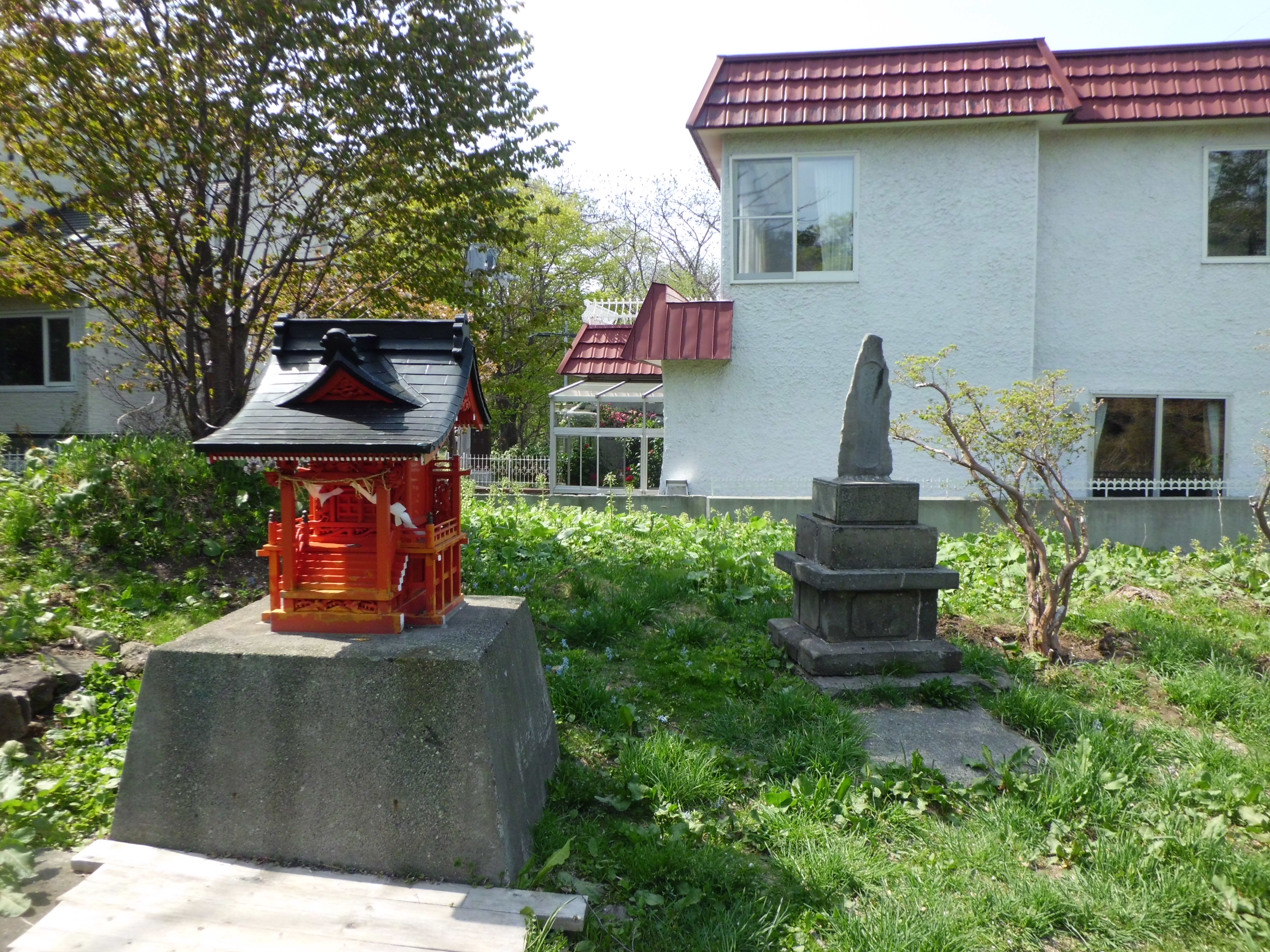
石狩調役荒井金助之碑（右）
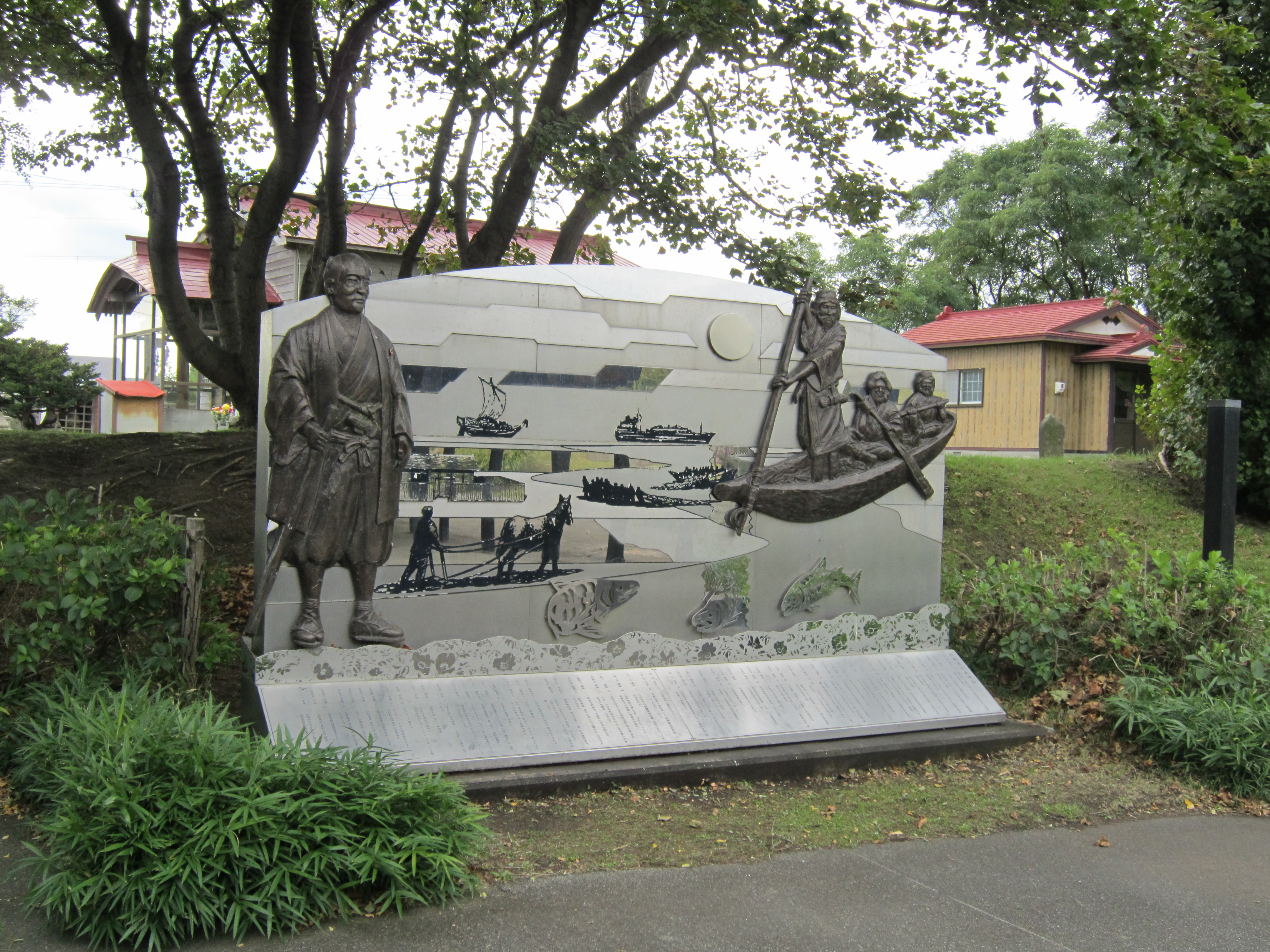
先人たちの碑